# تربلویتس
تربلویتس (به لاتین: Třebelovice) یک سکونتگاه مسکونی در جمهوری چک است که در منطقه تربیچ واقع شده‌است.

## خصوصیات
تربلویتس ۱۱٫۴۱ کیلومترمربع مساحت و ۴۶۲ نفر جمعیت دارد و ۴۶۸ متر بالاتر از سطح دریا واقع شده‌است.